# 要心寺
要心寺（ようしんじ）は、青森県つがる市木造筒木坂松本にある日蓮宗の寺院。山号は三橋山。旧本山は木造実相寺。境内には明治22年（1889年）日本海で座礁転覆したアメリカの帆船チェスボロー号犠牲者の墓所がある。京都の仏師林如水が安政6年（1859年）に制作した鬼子母神像を祀る。

## 歴史
嘉永6年（1853年）要心院日正を開山に建立された三橋山要心庵が起源。明治33年（1900年）現在の寺号を公称した。